# 穆沙·施素高
穆沙·施素高（法語：Moussa Sissoko，1989年8月16日—），是一位馬里裔法國出生的職業足球員，司職中場。青年隊時出身於法甲圖盧茲，現效力於英冠球隊沃特福德。曾為法國國家足球隊隊員。
施素高踢法硬朗，是一名全能中場；從後腰、前腰、正中場到邊鋒都能勝任。

## 早年生活和生涯
施素高出生于巴黎郊區勒布朗-梅尼爾，父母是馬里人。他的父親是一名建築工人，母親是一名家庭主婦。施素高是四個孩子中的長子，有三個妹妹。他很小的時候就被足球迷住了，他说：“我很快意識到足球可以幫我過上更好的生活。”1995年，六歲時的施素高加入了位於巴黎東北部郊區欧奈苏布瓦附近的埃斯佩蘭斯欧奈青年学院（youth academy of Espérance Aulnay）。在教练阿達馬·迪耶（Adama Dieye）的監督下，他每周在球隊訓練三次，迪耶现在是球隊五人制足球隊的記者。施素高將迪耶描述為他發展過程中的重要導師，他说：“我今天能到達這𥚃是因為他。”1999年7月，施素高搬到聖旺加入紅星93。施素高在球隊呆了两年，與前法國青年隊友亞尼斯·薩利布爾隊友。2001年9月，他回到欧奈，又發展兩年，然後尋求轉會到其他職業足球隊。

## 職業生涯
圖盧茲
2003年獲圖盧茲招手加盟其青年隊。
2007年球會與施素高簽署其第一份職業球員合約。
紐卡素
2013年1月25日，英超球會紐卡素宣佈從法甲球會圖盧茲簽入施素高，轉會費沒有透露，合約為期六年半至2019年夏季。
熱刺
2016年8月31日，英超球隊熱刺宣佈從紐卡素簽入施素高，雙方簽約五年，轉會費為3,000萬鎊。
沃特福德
2021年8月27日，西索科与沃特福德签约两年。

## 國際賽生涯
2009年10月10日，2010年世界盃歐洲區外圍賽法國對法羅群島的比賽，施素高以後備身份出場為其首場代表國家隊主隊比賽。
2014年6月20日，法國以5-2大勝瑞士的世界盃小組賽中，施素高攻入一球。

## 外部連結
- 穆沙·施素高 – FIFA國際賽競賽紀錄 (存檔)
- 穆沙·施素高－UEFA國際賽競賽紀錄
- 足球数据库：穆沙·施素高的球员统计数据
- 穆沙·施素高在 National-Football-Teams.com 上的出场纪录
- 穆沙·施素高於法國國家隊資料 （页面存档备份，存于） (法文)